# 心蹦蹦跳
心蹦蹦跳是日本電視動畫《請問您今天要來點兔子嗎？》（簡稱《點兔》）片頭曲Daydream café的其中一節。它於之後被改成「啊＾〜我的心蹦蹦地跳啊＾〜」（あぁ^〜心がぴょんぴょんするんじゃぁ^〜），跟後者一起成為網路迷因。《點兔》粉絲會以之表達在觀賞時所感受到的治癒感。

## 概論
《點兔》的粉絲為了表達出這部動畫所帶來的治癒感，而把片頭曲Daydream café的其中一節「心蹦蹦跳」（心ぴょんぴょん）改成「啊＾〜我的心蹦蹦地跳啊＾〜」（あぁ^〜心がぴょんぴょんするんじゃぁ^〜），並在Niconico動畫播出的《點兔》上作為彈幕使用。後來，兩者都在互聯網上廣泛傳播，成為網絡迷因。《點兔》的聲優亦會在評論這部作品時用到「心蹦蹦跳」去形容之。
「心蹦蹦跳/啊＾〜我的心蹦蹦地跳啊＾〜」更於2014年的動畫流行語大獎上贏得第4位。據Niconico新聞報導，觀眾在2017年11月觀看於Niconico直播上進行單次全話直播的《點兔》時，發得第二多的彈幕就是「啊＾〜我的心蹦蹦地跳啊＾〜」。
作詞家兼作曲家田淵智也認為，「心蹦蹦跳」之所以會流行，是因為它是一句看起上來就十分有趣的彈幕。

## 影響

### 跟作品有關的影響
抽獎計劃「一番籤」會在跟《點兔》有關的抽獎項目中用到「心蹦蹦跳」一節做宣傳。部分媒體在報導《點兔》時也會在標題上加入「心蹦蹦跳」。
此外，「啊＾〜我的心蹦蹦地跳啊＾〜」亦成為Niconico動畫使用者在《點兔》第2期片頭動畫上會刷的彈幕，使得它躋身Gadget通信2015年動畫流行語大獎的首25位。不過，即使Niconico動畫使用者同樣會在第3期的片頭動畫上刷同樣的彈幕，但此一短句仍不能入圍Gadget通信的2020年動畫流行語大獎。
2015年的Niconico超會議內亦有名為「啊＾〜我的心蹦蹦地跳啊＾〜」的攤位活動，勝出者可獲贈原創抱枕。
DOCOMO动画商城曾跟《請問您今天要來點兔子嗎？？》的製作團隊一起合作，推出名為《點兔蹦蹦跳推特》（心がぴょんぴょんするッター）的网页游戏。

### 其他影響
古川高晴在2020年夏季奧林匹克運動會男子團體射箭比賽上獲得銅牌後表示：「（獎牌）雖重，但我還是感受到我的心蹦蹦地跳」。此言一出，便使得不少網民聯想到《點兔》的「心蹦蹦跳」或「啊＾〜我的心蹦蹦地跳啊＾〜」。